# 톈진 지하철 DKZ7형 전동차
톈진 지하철 DKZ7형 전동차(중국어: 天津地铁DKZ7型电动车组)는 톈진 지하철의 통근형 전동차중 하나로 현재 9호선에서 운행한다.

## 개요
DKZ7형은 창춘 궤도객차가 생산을 맡아 2003년 정식으로 사용되었으며 152량 38개 편성으로 번호는 BMT 101~138호 매겨졌다. 열차 객실의 출입문은 내장형이며 각 차량에는 3쌍의 출입문이 있으며 차체 양쪽에 빨간색 줄이 있다. 출고 당시 좌석은 가로형 크로스시트로 되어 있었으나, 이후 세로형 롱시트로 교체하여 최대 정원 800명까지 수용할 수 있게 되었다. 열차는 후자위안 차량단과 신리 주차장에 주박된다.

## 열차 현황
일부 열차는 전자 노선도 교체 시험을 진행하고 있다.:
- 904호: 화면 위의 LED전구 전자노선도를 LCD 전자노선도로 교체.
- 905호: 화면 위의 LED전구 전자노선도를 LCD 전자노선도로 교체.
- BMT-109(1091-1094):한어병음과 중국어의 2합1판을 채택.
- BMT-110(1101-1104):한어병음과 중국어의 2합1판을 채택.
- BMT-111～114(1111-1114，1121-1124，1131-1134，1141-1144):영어와 환승역이 있는 유형으로 교체한 좌석 개조시험차량:
- BMT-120(1201-1204)+122(1221~1224):플라스틱 재질의 세로방향 크로스시트를 장착한 시험차량의 경우 대부분의 승객들이 불편함으로 인해 이 유형의 차량을 좋하지 않으나, 이 차량은 아침저녁 출퇴근 시간대에 승객을 태우기도 한다.(*BMT-122호 열차 2015년 8월 12일 빈하이신구 폭발사고로 심각하게 파손되어 현재 운행중단)

또 이 열차는 광저우 중차 궤도교통장비유한회사(ZRAC)와 스자좡(石家莊) 왕파이(王牌)냉방설비를 사용하는 차량과 브랜드 통합이 안된다.

## 편성
|            | DKZ7         |             |             |              |
| 객차번호   | 1            | 2           | 3           | 4            |
| 집전장치   | ＞           |             |             | ＜           |
| 형태 구분  | BMT1XX1 (Mc) | BMT1XX2 (T) | BMT1XX3 (T) | BMT1XX4 (Mc) |
| 동력장치   | 장치1        | 장치1       | 장치2       | 장치2        |
| 기타 설비  |              |             |             |              |
| 기계 설치  |              |             |             |              |
| 차량 중량  | 39.4t        | 33.4t       | 33.4t       | 39.4t        |
| 승객적재량 | 190명        | 210명       | 210명       | 190명        |

## 개보수
완성 이전 상태
(현재 알려진 바에 의하면 개조된 열차번호는 BMT1XX에서 9XX로 변경되었으며, 띠는 빨간색에서 파란색으로 바뀌었으며, 차량 앞부분의 "BMT"표시가 제거되고 운전실 문에 톈진 지하철 로고를 부착하였다.)